# Монте Санто (Пјаченца)
Монте Санто је насеље у Италији у округу Пјаченца, региону Емилија-Ромања.
Према процени из 2011. у насељу је живело 34 становника. Насеље се налази на надморској висини од 544 м.